# Gulpener Lentebock
Gulpener Lentebock is een Nederlands bovengistend bier van het type lentebok.
Lentebock wordt gebrouwen in Gulpen door de Gulpener Bierbrouwerij. Het bier werd gepresenteerd op 19 april 1993 onder de naam Gulpener Meibock. In 1997 werd de naam gewijzigd in Gulpener Lentebock. Het is een amberkleurig helder bier met een alcoholpercentage van 6,5%.